# Debenza
In diritto la debenza è la condizione nella quale taluno si trova obbligato ad eseguire una prestazione, principalmente per effetto di una norma; in genere la prestazione richiesta è pecuniaria, il termine identifica infatti una obbligazione di dare. Si parla perciò di obbligo di debenza per il caso di obbligo stabilito per legge di dover versare una somma, ovvero di non debenza qualora sia da specificarsi che un soggetto non sia tenuto a prestazioni.
I casi di più frequente riscontro riguardano ad esempio l'obbligo di debenza di una imposta, della corresponsione di interessi, canoni ed altre dazioni anche ripetibili. La non debenza viene invece specificata quando per il ricorrere di determinate condizioni un soggetto non risulta tenuto all'obbligazione anche se d'ordinario lo sarebbe stato; è il caso ad esempio di determinate circostanze di inadempimento di una controparte negoziale, oppure di cessazione di taluni obblighi tributari per adesione a proposte di condono, e simili.
In materia di enfiteusi, ma non dissimilmente anche in riferimento ad altri tipi di negozio, si ha obbligo di debenza del pagamento del canone enfiteutico, e tale obbligo incarna il diritto del concedente a riscuotere il canone.